# Apocalypse Zero
Apocalypse Zero (яп. 覚悟のススメ какуго на сусумэ, Kakugo no Susume) — манга Такаюки Ямагути, выходившая в еженедельном журнале Shonen Champion в 1994—1996 годах. По её мотивам было снято одноимённое аниме в формате OVA. Манга лицензирована в США компанией Media Blasters и в Италии Dynamic Italia. Аниме известно своей жестокостью и большим количеством сцен кровопролития.
Также компанией Tomy в марте 1997 года была выпущена видеоигра для платформы PlayStation, представляющая собой стандартный трёхмерный файтинг. В игре присутствуют семь персонажей манги, туда также были внесены анимированные сцены, вырезанные из OVA.

## Сюжет
Действие происходит в XXI веке в постапокалиптическом Токио. Главными героями Apocalypse Zero являются братья Какуго и Харара, обученные сражаться с монстрами, наводнившими город. Юношам дают усиленную броню — экзоскелет, выкованный из душ умерших воинов.